# Kazimierz Goebel
Kazimierz Artur Goebel (* 21. Oktober 1940 in Warschau; † 21. Juli 2022) war ein polnischer Mathematiker und Hochschullehrer. Seit 1980 war er Leiter der Abteilung für Differentialgleichungen am Institut für Mathematik der Maria-Curie-Skłodowska-Universität, deren Rektor er von 1993 bis 1999 war.

## Lebenslauf
Sein Abitur legte Goebel 1958 am Liceum Ogólnokształcące in Lublin ab. In den Jahren 1958–1963 studierte er an der Maria-Curie-Skłodowska-Universität in Lublin und begann seine Forschungsarbeit  bei Adam Bielecki. 1965  heiratete er seine Frau Hanna, mit der er einen gemeinsamen Sohn hatte. Nach seinem Abschluss wurde er Assistent an der Universität in Lublin am Lehrstuhl für Differentialgleichungen. 1967 promovierte Goebel mit der Arbeit Lipschitz-Operatoren und ihre Verallgemeinerungen. Seine Habilitation schloss er 1971 mit einer Arbeit zur Fixpunktetheorie ab. 1977 wurde er zunächst außerordentlicher Professor und 1988 dann ordentlicher Professor an der Maria-Curie-Skłodowska-Universität.  Während seiner sehr aktiven wissenschaftlichen Arbeit war er zu einer Reihe von Forschungsaufenthalten an verschiedenen renommierten Universitäten. So arbeitete er 1971/72 für 10 Monate an der University of Iowa, 1974 für 2 Monate an der University of Chicago und 1981–83 für 18 Monate als Gastprofessor an der University of Southern California. Im Jahr 2001 weilte er für zwei Monate an der University of Newcastle in Australien und 2002 für ein halbes Jahr am Tokyo Institute of Technology.  Kaziemierz Goebel ist Autor von sechs Fachbüchern, von denen zwei in den USA und eines in England erschienen. Darüber hinaus veröffentlichte er mehr als 70 wissenschaftlichen Arbeiten. Eine fruchtbare wissenschaftlich Zusammenarbeit verband ihn mit dem US-amerikanischen Mathematiker William A. Kirk, mit dem er herausragende Beiträge zur Fixpunkttheorie veröffentlichte. In ihrer gemeinsamen Publikation A fixed point theorem for asymptotically nonexpansive mappings von 1972 verallgemeinerten sie wichtige Resultate von Felix E. Browder und Dietrich Göhde. Sie führten gemeinsam den neuen Begriff des asymptotisch nichtexpansiven Operators ein.
Goebel begleitete 15 junge Mathematiker bei ihrer wissenschaftlichen Arbeit auf dem Weg zur Promotion. Unter ihnen waren die späteren Hochschullehrer Józef Banaś, Jarosław Górnicki, Tadeusz Kuczumow und Witold Rzymowski. Kazimierz Goebel war von 1993 bis 1999  Präsident der Polnischen Mathematischen Gesellschaft. Im 1983 wurde er auch Mitglied der American Mathematical Society.
Für seine herausragenden Leistungen auf dem Gebiet der Wissenschaft und für das gesellschaftliche Engagement wurden Kazimierz Goebel eine Reihe von Preisen und Orden verliehen, unter anderem das Offizierskreuz des  Ordens Polonia Restituta, das Ritterkreuz des Ordens Polonia Restituta, die Medaille der Nationalen Bildungskommission und der Preis des Ministers für Wissenschaft und Hochschulbildung für sein wissenschaftliches Lebenswerk.

## Schriften
- Topics in metric fixed point theory (Co-Autor:  Kirk, W. A.), Cambridge Studies in Advanced Mathematics, 28. Cambridge: Cambridge University Press. viii, 244, 1990
- Uniform convexity, hyperbolic geometry, and nonexpansive mappings (Co-Autor: Reich, Simeon), Pure and Applied Mathematics, Vol. 83. New York - Basel: Marcel Dekker, Inc. IX, 170 p. SFr. 96.00 (1984)
- Measures of noncompactness in Banach spaces (Co-Autor: Banas, Jozef) Lecture Notes in Pure and Applied Mathematics, Vol. 60. New York, Basel: Marcel Dekker, Inc. VII, 97 p. (1980)
- A fixed point theorem for asymptotically nonexpansive mappings (Co-Autor:  Kirk, W. A.), Proc. Am. Math. Soc. 35, 171–174 (1972)
- Iteration processes for nonexpansive mappings (Co-Autor:  Kirk, W. A.), Contemp. Math. 21, 115–123 (1983)